# Estados Unidos y el patrocinio al terrorismo
Los Estados Unidos de América en diversas ocasiones en la historia contemporánea proporcionaron apoyo a organizaciones paramilitares y terroristas alrededor del mundo. También ha brindado asistencia a numerosos regímenes autoritarios que han usado el terror como herramienta de represión.
El apoyo de Estados Unidos a terroristas no estatales ha sido notable en América Latina, el Medio Oriente y África del Sur. De 1981 a 1991, proveyó de armas, entrenamiento y un importante apoyo financiero y logístico a los contras en Nicaragua, quienes usaron tácticas de terror en su lucha contra el gobierno. Así mismo en varios momentos los Estados Unidos proporcionaron entrenamiento, armas y fondos a terroristas entre los cubanos exiliados, tales como Orlando Bosch Ávila y Luis Posada Carriles.
Se han dado diversas razones para justificar tal apoyo. Estas incluyen desestabilizar movimientos políticos que pudieran tener lazos con la Unión Soviética durante la Guerra Fría, incluyendo movimientos populares democráticos y socialistas. Tal apoyo ha formado parte también de la guerra contra las drogas. Asimismo estaba orientado a asegurar un entorno propicio para los intereses corporativos estadounidenses en el extranjero, especialmente cuando estos intereses se vieron amenazados por regímenes democráticos.

## Los Contras
Entre 1979 y 1990, los Estados Unidos brindaron apoyo financiero, logístico y militar a los contras en Nicaragua, los cuales utilizaron tácticas terroristas en su guerra contra el gobierno. Este apoyo persistió pese al conocimiento generalizado de las violaciones a los derechos humanos cometidas por los Contras.

### Antecedente
Véase también: Doctrina Reagan, Historia de Nicaragua

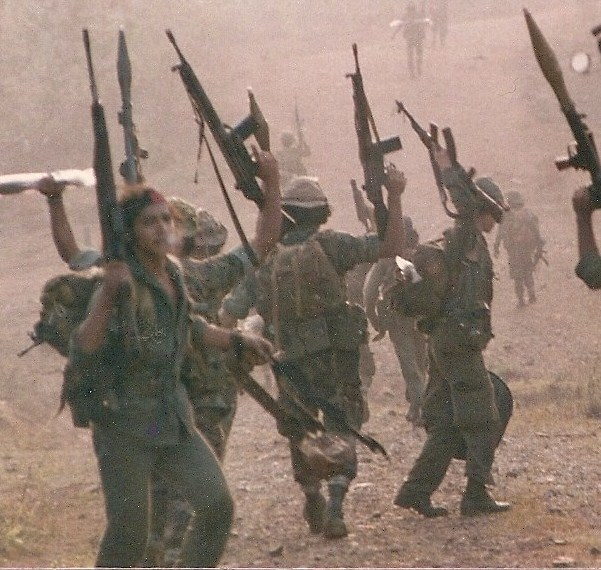
Militantes de la Contra, 1987

En 1979, el Frente Sandinista de Liberación Nacional (FSLN) derrocó el régimen dictatorial de Anastasio Somoza Debayle y estableció un gobierno revolucionario en Nicaragua. La dinastía Somoza había estado recibiendo asistencia militar y financiera de los Estados Unidos desde 1936. Luego de hacerse con el poder, los sandinistas gobernaron el país primero como parte de una Junta de Gobierno de Reconstrucción Nacional y más tarde como un gobierno constitucional tras las elecciones generales de Nicaragua de 1984.
Los sandinistas no intentaron crear un sistema económico comunista sino que su política abogó por una democracia social y una economía mixta. Sin embargo, el gobierno de los EE. UU. consideraba al gobierno de izquierda sandinista como antidemocrático y se opuso a sus lazos con Cuba y la Unión Soviética. Los EE. UU. además estaban preocupados de que la caída de Somoza y el éxito de las reformas Sandinistas alentarían a movimientos y levantamientos revolucionarios de izquierda dentro de sus otras dependencias a lo largo de América Latina. Los partidarios de la línea dura del gobierno de EE.UU también deseaban "deshacer" (rollback) la revolución izquierdista, independientemente de su costo.
Como resultado, Washington recurrió a la acción encubierta como medio para "retener su credibilidad." El gobierno de EE. UU. explícitamente planificó apoyar a los contras, varios grupos rebeldes que fueron formados colectivamente en respuesta al ascenso de los Sandinistas al poder, como medio para dañar la economía nicaragüense y forzar al gobierno sandinista a desviar sus escasos recursos hacia el ejército, evitando dirigirlos a programas sociales y económicos.

### Operaciones encubiertas
Los Estados Unidos comenzaron a asistir las actividades de los contras contra el gobierno sandinista en 1981, con la Agencia Central de Inteligencia (CIA) al frente de las operaciones. La CIA proveyó a los militantes con armamento, comida y entrenamiento, en lo que fue descrito como la "más ambiciosa" operación encubierta en más de una década. Uno de los objetivos que la CIA esperaba lograr con estás operaciones era una respuesta agresiva y violenta por parte del gobierno sandinista, la cual podría ser usada como pretexto para mayores acciones militares.
La campaña de los Contras en oposición al gobierno incluyó actos frecuentes y generalizados de terrorismo. Las reformas económicas y sociales promulgadas por el gobierno gozaron de cierta popularidad; a raíz de esto, los Contras intentaron obstaculizar estos programas. Estas campañas incluyeron la destrucción de los centros de salud y hospitales que el gobierno Sandinista había establecido, con el fin de alterar su control sobre la población. Asimismo varias escuelas fueron destruidas, ya que la campaña de alfabetización realizada por el gobierno era una parte importante de su política. Los Contras cometieron además numerosos secuestros, asesinatos y violaciones. Los secuestros y asesinatos fueron un producto de la "Guerra de baja intensidad" que la doctrina Reagan prescribía como una forma para desestabilizar las estructuras sociales y ganar control sobre la población. En algunos casos, tuvieron también lugar matanzas y destrozos más indiscriminados. Asimismo llevaron a cabo una campaña de sabotaje económico e interrumpieron el transporte marítimo al plantar minas submarinas en el puerto nicaragüense de Corinto. La administración Reagan dio su apoyo imponiendo un embargo comercial total.

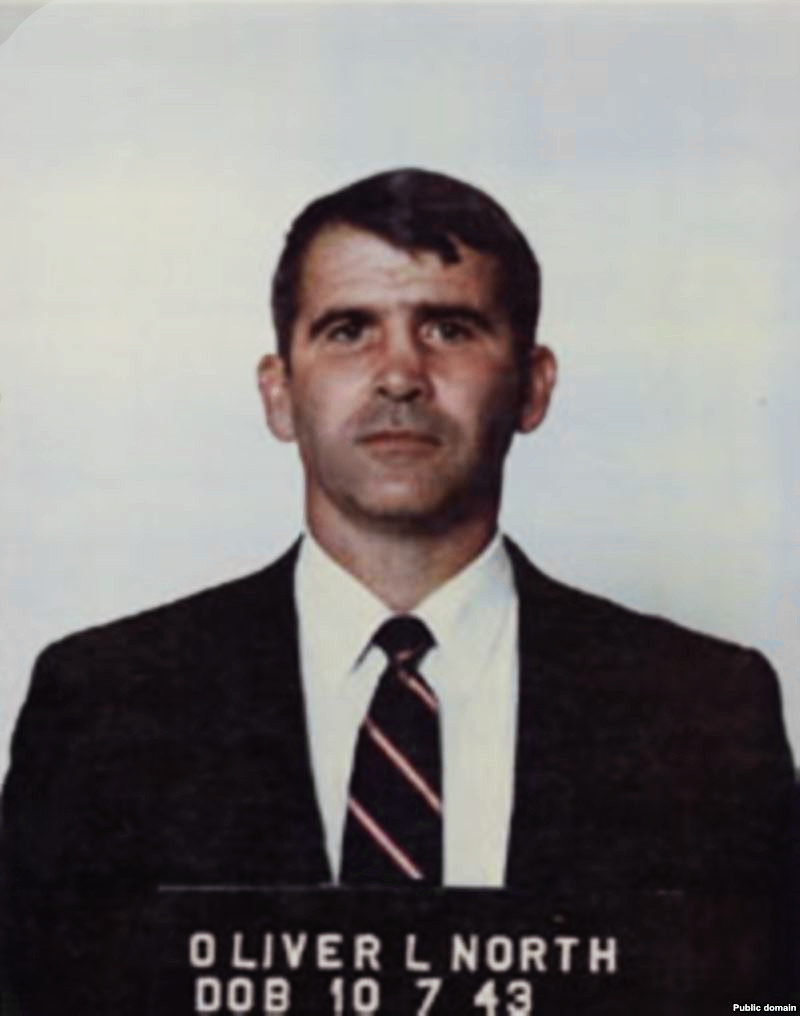
Una foto policial de Oliver North, quien realizó operaciones encubiertas en apoyo a los Contras

En el año fiscal de 1984, el congreso de los EE. UU. aprobó $24 millones en ayuda a los Contras. No obstante, la administración Reagan perdió mucho apoyo para su política a favor de la Contra después de que la participación de la CIA en el minado de los puertos de Nicaragua se hiciera conocimiento público y un reporte de la Oficina de Inteligencia e Investigación (Bureau of Intelligence and Research) encargado por el Departamento de Estado descubriera que Reagan había exagerado las afirmaciones sobre la intervención soviética en Nicaragua. El congreso corto todos los fondos destinados a los Contras en 1985 bajo la tercera Enmienda Boland. En consecuencia, la administración Reagan buscó proporcionar fondos a través de otras fuentes. Entre 1984 y 1986, $34 millones fueron enviados a través de países terceros y $2.7 millones a través fuentes privadas. Estos fondos fueron circulados a través del Consejo de Seguridad Nacional, por el teniente coronel Oliver North, quien creó una organización llamada "The Enterprise" (La Empresa) que hacía las veces de brazo secreto del equipo de la NSC y poseía aviones, pilotos, aeródromo, tripulación y operarios propios. También recibieron asistencia de otras agencias gubernamentales, especialmente por parte del personal de la CIA en Centroamérica. Estos esfuerzos culminaron en el escándalo Irán-Contra de 1986–1987, el cual facilitaba la financiación a estos mediante los ingresos de la venta de armas a Irán. También se recaudó dinero para los Contras a través del tráfico de drogas, del cual los Estados Unidos estaban al tanto. El reporte del Comité de Relaciones Exteriores de 1988 del exsenador John Kerry sobre los vínculos de los Contras con el narcotráfico concluyó que "los responsables políticos de alto nivel estadounidenses no eran inmunes a la idea de que el dinero proveniente del narcotráfico era una solución perfecta al problema de la financiación a los Contras".

### Propaganda
Durante la guerra civil nicaragüense, el gobierno de Reagan llevó a cabo una campaña para cambiar la opinión pública a favor del apoyo a los Contras y cambiar la votación en el Congreso a favor de tal apoyo. Para ello, el Consejo de Seguridad Nacional autorizó la producción y distribución de publicaciones que presentaran favorablemente a los Contras, también conocidas como "propaganda blanca" (white propaganda), escrito por consultores contratados los cuales no revelaron su relación con la administración. Asimismo se dispuso que los discursos y las conferencias de prensa transmitan el mismo mensaje. El gobierno de los EE. UU. discutía continuamente acerca de los Contras en términos altamente favorables; Reagan los llamó los "equivalentes morales de los padres fundadores." Otro tema común que la administración disputó era la idea de regresar a Nicaragua a la democracia, lo que los analistas califican de "curioso", ya que Nicaragua había sido una dictadura patrocinada por EE.UU antes de la revolución Sandinista y nunca había tenido una democracia. También hubo esfuerzos constantes de tachar a los sandinistas de antidemocráticos pese a que las elecciones generales de Nicaragua de 1984 son generalmente declaradas justas por los historiadores. Los analistas señalaron que todo esto fue parte de un intento de devolver a Nicaragua al estado en que sus vecinos centroamericanos estaban; este es, donde las estructuras sociales tradicionales prevalecían y las ideas "imperialistas" de EE. UU. no se veían amenazadas. La investigación en el caso Irán-Contras reveló información que llevó a la operación a ser llamada un ejercicio masivo en la guerra psicológica.

### Sentencia de la Corte Internacional de Justicia

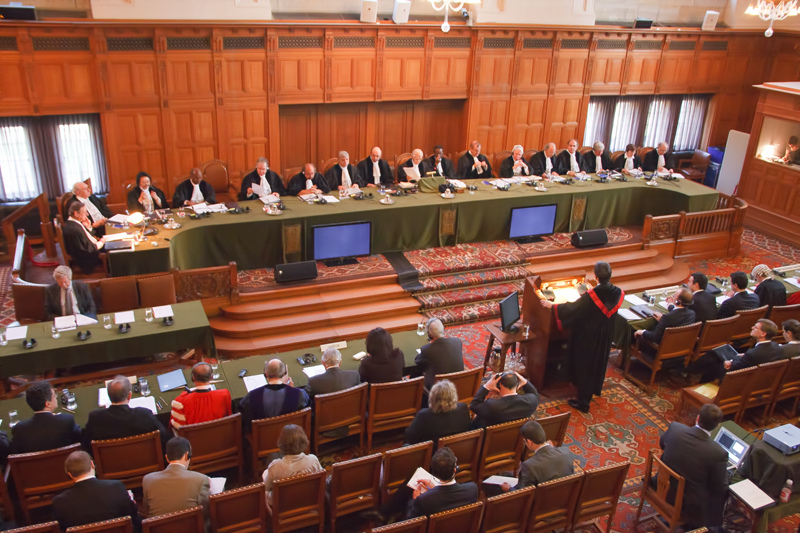
La Corte de Justicia Internacional en sesión

En 1984 el gobierno nicaragüense presentó una demanda ante la Corte Internacional de Justicia (CIJ) contra los Estados Unidos. Nicaragua declaró que los contras fueron creados y administrados completamente por los EE. UU. Aunque está alegación fue rechazada, la corte encontró evidencia clara y contundente de una relación muy cercana entre los Contras y los Estados Unidos. Se determinó que los EE. UU. han tenido un papel muy importante en proporcionar apoyo financiero, entrenamiento, armamento y otros apoyos logísticos a los Contras durante un largo período de tiempo y que este apoyo era esencial para los Contras.
En 1984, el CIJ ordenó que los Estados Unidos debían detener el minado de puertos nicaragüenses y respetar la soberanía de Nicaragua. Unos meses más tarde, la corte dictaminó que esta misma efectivamente tenía jurisdicción en el caso, contrariamente a lo que los Estados Unidos habían argumentado. El CIJ descubrió que los EE. UU. habían alentado violaciones al derecho internacional humanitario al asistir a acciones paramilitares en Nicaragua. También criticó la producción de un manual sobre la guerra psicológica por los EE. UU. y su difusión a los Contras. El manual, entre otras cosas, proporcionó asesoramiento en la racionalización de la matanza de civiles y en el asesinato selectivo. Este además incluía una descripción explícita del uso del "terror implícito".
Al haber alegado inicialmente que el CIJ carecía de jurisdicción en el caso, los Estados Unidos se retiraron de los procedimientos en 1985. La corte fallo al final en favor de Nicaragua y juzgó que los Estados Unidos estaban obligados a pagar indemnizaciones por sus violaciones a las leyes internacionales. Los EE. UU. usaron su veto ante el Consejo de Seguridad de las Naciones Unidas para impedir la aplicación de la sentencia del CIJ y así evitando que Nicaragua obtenga cualquier tipo de compensación.

## Exiliados cubanos

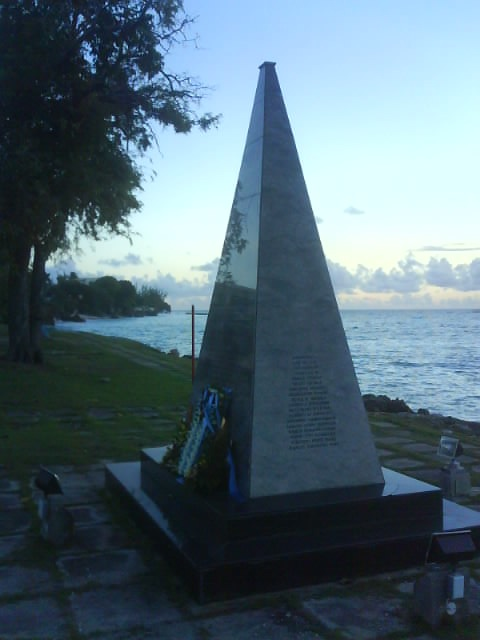
Un monumento al Vuelo 455 de Cubana

El gobierno de Estados Unidos prestó apoyo a varios exiliados cubanos después del triunfo de la Revolución Cubana en 1959, especialmente bajo la administración Bush. Entre los más destacados estaban Orlando Bosch Ávila y Luis Posada Carriles, quienes, junto con Michael Townley (asesino profesional estadounidense al servicio de la CIA y de la DINA de Augusto Pinochet), estuvieron implicados en el atentado terrorista contra un avión cubano en 1976. A Bosch también se lo consideró responsable de otros 30 actos de terrorismo, mientras que a Carriles, exagente de la CIA, se le acusa de numerosos crímenes cometidos mientras estaba vinculado a la agencia. Otros exiliados cubanos involucrados en actos terroristas fueron José Dionisio Suárez y Virgilio Paz Romero, quienes colaboraron con Townley y la DINA en el atentado explosivo que asesinó al diplomático chileno exiliado Orlando Letelier en Washington D. C. en 1976 y fueron puestos en libertad por la administración de George H.W. Bush.

### Orlando Bosch
Bosch era contemporáneo de Fidel Castro en la Universidad de La Habana, donde se involucró con las células estudiantiles que eventualmente se convirtieron en parte de la Revolución Cubana. No obstante, Bosch se desilusionó del régimen de Castro y participó en una rebelión fallida en 1960. Se convirtió en el líder del Movimiento Insurreccional de Recuperación Revolucionaria (MIRR) y se unió también a un intento de la CIA para asesinar a Castro junto con Luis Posada Carriles. La CIA confirmó más tarde que lo había respaldado como un agente operativo.
En 1968, fue acusado de disparar una bazuca a un buque de carga polaco con destino a La Habana, el cual había atracado en Miami. Fue sentenciado a 10 años de prisión y puesto en libertad bajo palabra en 1974. Inmediatamente violó su libertad condicional y viajó por América Latina. Finalmente fue arrestado en Venezuela por planificar un atentado a la embajada cubana en ese país. El gobierno venezolano ofreció extraditarlo a los Estados Unidos, pero fue rechazada. Rápidamente fue puesto en libertad y se trasladó a Chile, y de acuerdo con el gobierno de EE. UU., paso dos años intentando atentados postales a embajadas cubanas en cuatro países.
Eventualmente Bosch acabó en República Dominicana, donde se unió al esfuerzo de la CIA para consolidar un grupo de exiliados cubanos en lo que sería la Coordinación de Organizaciones Revolucionarias Unidas (CORU). Las operaciones del CORU incluyeron el fallido asesinato del embajador de Cuba en la Argentina y el atentado a la embajada de México en la Ciudad de Guatemala. Junto con Posada, trabajo con un agente de la CIA para perpetrar el asesinato de Letelier, el cual fue llevado a cabo en septiembre de 1976. También estuvo implicado en el atentado a un avión cubano en 1976 que volaba hacia La Habana desde Venezuela, en el que murieron los 73 civiles a bordo, aunque Posadas y él fueron absueltos después de un largo juicio. Documentos publicados posteriormente mostraban que la CIA tenía conocimiento previo del atentado. Él regresó a Miami, donde fue arrestado por violar su libertad condicional. El departamento de Justicia recomendó que fuera deportado; sin embargo, Bush invalidó esta recomendación y fue excarcelado con la estipulación de que "renuncie" a la violencia.

### Luis Posada Carriles

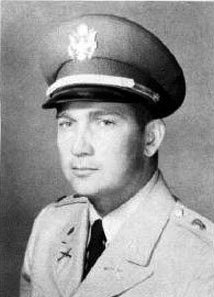
Luis Posada en Fort Benning, Georgia, EE. UU., 1962

Luis Posada Carriles también entró en contacto con Castro durante sus días de estudiante, pero huyó de Cuba después de la Revolución de 1959 y ayudó a organizar la fallida invasión de Bahía de Cochinos. Después de la invasión, fue entrenado por un tiempo en la estación de Fort Benning del ejército de los EE. UU.. Luego se trasladó a Venezuela, donde entró en contacto con Orlando Bosch. Junto con Bosch y otras personas, fundó la Coordinación de Organizaciones Revolucionarias Unidas, que ha sido descripta como un marco de grupos terroristas anticastristas.
En 1976, el vuelo 455 de Cubana fue detonado en pleno vuelo, matando a las 78 personas a bordo. Carriles fue arrestado por planear la operación y más tarde absuelto. Sin embargo, un documento desclasificado de la CIA lo vinculaba con el atentado y sugerían que la CIA tenía conocimiento previo de este.
Después de una serie de arrestos y escapes, regresó al seno de la CIA en 1985 al unirse a sus operaciones de apoyo a los terroristas de la Contra en Nicaragua. Su trabajo incluía lanzar suministros militares, por el cual se le pagaba un salario significativo, y estuvo asimismo vinculado al escándalo Irán-Contra. En 1997, una serie de atentados terroristas ocurrieron en Cuba, en los cuales Carriles estuvo implicado. Se decían que estaban dirigidos al creciente turismo cubano. Él admitió que el único convicto procesado en el caso había sido un mercenario bajo sus órdenes y además hizo una confesión (de la que luego se retractó) de que él había planeado el incidente. Human Rights Watch declaró que aunque Carriles haya cesado de recibir asistencia activa, se vio beneficiado por la actitud tolerante que el gobierno de EE. UU. tomó. En el 2000, fue arrestado y condenado en Panamá por intentar asesinar a Fidel Castro.
En el 2005, fue detenido por las autoridades estadounidenses en Texas bajo el cargo de presencia ilegal en el territorio nacional antes de que se desestimaran los cargos en el 8 de mayo del 2007. En el 28 de septiembre del 2005 un juez de inmigración de los Estados Unidos dictaminó que Posada no podía ser deportado, concluyendo que se enfrenta a la amenaza de ser torturado en Venezuela. Del mismo modo, el gobierno de los EE. UU. se ha rehusado a enviarlo a Cuba, declarando que puede ser sometido a tortura. Su liberación bajo fianza el 19 de abril de 2007 suscitó reacciones de enojo por parte de los gobiernos cubanos y venezolanos. El Departamento de Justicia de EE. UU. había exhortado a la corte a que permaneciera en prisión porque era un "un autor intelectual confeso de complots y ataques terroristas", un fugitivo potencial y un peligro para la comunidad. En el 9 de septiembre de 2008 la Cortes de Apelaciones de Estados Unidos del Quinto Circuito revocó la orden del Tribunal de Distrito desestimando la imputación y les devolvió el caso. En el 8 de abril de 2009 el Fiscal de los Estados Unidos presentó una acusación formal en el caso. El juicio a Carriles terminó el 8 de abril de 2011 con el jurado absolviéndolo de todos los cargos. Peter Kornbluh lo describió como "uno de los terroristas más peligrosos de la historia contemporánea" y el "padrino de la violencia de los exiliados cubanos."